# 齋藤亞美里
齋藤亞美里（日语：斎藤あみり，2000年1月23日—），日本AV女優。所屬事務所是T-POWERS。

## 簡歷
有在秋葉原的女僕咖啡廳工作的經驗，2019年9月20日以「日本一エッチなさいとうさん」為廣告標語成為PRESTIGE的專屬女優並在AV界出道。
AV作家東風克智評價為「フェラが基本的にノーハンドであるなどSEXのポテンシャルが高い」。

## 人物
會在AV界出道的原因是想要出名，嚮往同是AV女優的小倉由菜。
興趣是看偶像和玩Cosplay。喜歡的食物是大戸屋的竜田揚げ。。
作為AV女優的抱負是「売れたい」。

## 外部連結
- 齋藤亞美里的X（前Twitter）
- 齋藤亞美里的Instagram帳戶
- 斎藤あみり プレステージ専属AVデビュー記念特設ページ （页面存档备份，存于） - PRESTIGE官方網站